# Silni, zwarci, gotowi (album)
Silni, zwarci, gotowi – kaseta street punkowego zespołu Polska, wydana w 1994 r. przez pszowskie wydawnictwo Szary Wilk.
Materiał zarejestrowano w Czeskim Cieszynie w Studiu "FORS" w grudniu 1993 i lipcu 1994.
Nagrany został w składzie:
- Bax – gitara
- Bogdan Szewczyk – wokal, gitara basowa
- Mirosław Bednorz – perkusja

## Lista utworów
Strona A
1. Musisz być silny - 1:46
2. Ratuj Kraj - 2:46
3. Bagnet na broń - 2:06
4. Popatrz, właśnie tu się urodziłem* - 2:22
5. Nasza walka - 2:12
6. Płonie Moskwa* - 2:16
7. Hej chłopcy* - 2:22
8. Naprzód 23 Rydułtowy* - 2:31
9. Niedziela* - 2:35

Strona B
1. Światło - 2:06
2. Młodzież z krańców wielkich miast* - 2:07
3. Skok na kiosk* - 1:39
4. Rydułtowy* - 1:38
5. '77* - 1:34
6. Zwykły, szary dzień* - 3:16
7. Dwa pedały* - 1:14
8. Ojcze nasz / My jesteśmy banda* - 1:31
9. Czekam z utęsknieniem* - 2:43
10. Ja wiem* - 2:06

- tekst i muzyka: Ramzes & The Hooligans